# Pugni, pirati e karatè
Pugni pirati e karatè è un film del 1973 diretto da Joe D'Amato sotto lo pseudonimo di Michael Wotruba.

## Trama
I pirati Gargantua (detto Garga) e Mano di Velluto (detto Mano) sono abbandonati su un'isola di Santander dopo che il comandante della loro nave li scopre a rubare e a barare a carte. I due, dopo aver incrociato e malmenato un gruppo di studenti di karatè e aver evitato il reclutamento forzato tra le file del pirata detto Il Corso, si rifugiano in un nascondiglio segreto scoperto per caso. Nel nascondiglio arriva poco dopo Maschera Rossa, che si rivela essere Amparo, la figlia dell'ex governatore dell'isola, imprigionato dal suo vice da 5 anni e dato per morto. Amparo/Maschera Rossa racconta di essersi alleata con Il Corso e la sua ciurma per prendere d'assalto l'isola e, nella confusione, liberare suo padre e reinsediarlo come governatore. Gargantua e Mano aiutano Amparo durante l'assalto, ma, per evitare il saccheggio dell'isola a cui mira Il Corso, fanno saltare i aria la sua nave una volta rimasta incustodita.
I soldati a difesa dell'isola catturano i pirati. Tuttavia, una volta liberato l'ex governatore a cui i soldati giurano fedeltà, i pirati vengono graziati e lasciati andare verso la vicina isola di Tortuga.
Gargantua e Mano ricevono quindi la riconoscenza del governatore, con Garga che si ritrova anche promesso sposo di Amparo. Gargantua cerca di sfuggire alle nozze portandosi dietro Mano, ma i due vengono trovati da Amparo che, rivestiti i panni di Maschera Rossa, li ferma sulla spiaggia da cui tutta la vicenda è partita. 